# هورست أولدنبورغ
هورست أولدنبورغ (بالألمانية: Horst Oldenburg)‏ (و. 1939  م) هو راكب دراجة هوائية من ألمانيا، وألمانيا الشرقية.

## روابط خارجية
- هورست أولدنبورغ على موقع أرشيف الدراجات (الإنجليزية)
- هورست أولدنبورغ على موقع إحصائيات الدراجات الإحترافية (الإنجليزية)